# Wissam-Amazigh Yebba

## Biographie
Wissam-Amazigh Yebba, né le 8 avril 2000, est un nageur français spécialiste du 200m nage libre. Formé aux Cercles des nageurs de Niort, passé par le Stade poitevin, puis le club des dauphins du Toulouse OEC. Wissam vit désormais à Rennes et s’entraine quotidiennement au club du CPB Rennes. 

## Carrière sportive
Après une année 2021 marqué par une blessure des ligaments croisés du genou qui l’a écarté des bassins pendant plusieurs mois, Wissam revient rapidement au plus haut niveau avec deux médailles aux championnats d’Europe à Rome en 2022. L’une en bronze remporté sur le relais 4 x 200 m nage libre messieurs et l’autre en argent sur le 4 x 200 m nage libre mixte. 
Aux Jeux Olympiques de Paris 2024, il participe au relais 4 x 100 m nage libre messieurs (6e place) et au 4 x 200 m nage libre messieurs (5e place). 

## Carrière professionnelle
En février 2023, Wissam-Amazigh Yebba intègre la police nationale en tant que « réserviste opérationnel ». En rejoignant l’Équipe police nationale, il bénéficie aujourd'hui d’un soutien financier et moral de la part de la police nationale et d’un accompagnement dans l’après-carrière qui lui permettra de murir son projet professionnel,.

## Palmarès
| Année           | Compétition                      | Épreuve                          | Classement |
| --------------- | -------------------------------- | -------------------------------- | ---------- |
| 2022            | Championnats d'Europe            | 4 x 200 m nage libre (messieurs) | 3e         |
| 2022            | Championnats d'Europe            | 4 x 200 m nage libre (mixte)     | 2e         |
| 2024            |                                  |                                  |            |
| Jeux Olympiques | 4 x 100 m nage libre (messieurs) | 6e                               |            |
| Jeux Olympiques | 4 x 200 m nage libre (messieurs) | 5e                               |            |